# アグラオニケ
アグラオニケ（古代ギリシア語: Ἀγλαονίκη、Aglaoníkē）あるいはテッサリアのアガニケは、古代ギリシアのテッサリア出身の女性で、天文学者として認識される歴史上最初の女性でもある。月食の発生を予報し、月を天上から引き下ろした魔女とも言われていた。

## 記録
アグラオニケに関する伝記的な資料はほとんど存在しないが、2つの著作の合わせて3ヶ所に、短い記述があることは確認されている。著作の一つは、古代ローマの著述家プルタルコスの随想集『倫理論集（モラリア）』、もう一つは、ヘレニズムの詩人ロドスのアポローニオスの叙事詩『アルゴナウティカ』の古註である。
『モラリア』の中では、『結婚訓』と『神託の衰微について』の2篇にアグラオニケについての記述がある。
アグラオニケが経験から月食の起こる満月の周期を知って月が大地の影に占められる時を予測し、彼女が月を引き降ろしたと女たちを欺き信じさせた—プルタルコス、『結婚訓』48 145c（瀬口昌久訳）
ヘゲトルの娘で天文学に長けたアグラオニケは、月蝕のさいにいつも呪文をかけて月を引きずり下ろすふりをしていた—プルタルコス、『神託の衰微について』13 417a（丸橋裕訳）
また、『アルゴナウティカ』の古註には、以下のような記述がある。
ヘゲモンの娘アグラオニケは、天文学に通じ、月食の何たるかと、それがいつ起きるかを知っており、女神を引き下ろし、そしてただちに家人の一人を失う不幸に見舞われた、といわれたものである。—『アルゴナウティカ』古註 4巻 59-61
『結婚訓』には「テッサリアのヘゲトルの娘」とあり、『アルゴナウティカ』の古註でも「テッサリアの魔女」の記述に続けてアグラオニケが登場することから、アグラオニケはテッサリアの出身とされている。そしてこれらの記述から、アグラオニケは天文学の知識に通じ、朔望の周期を知り、月食が起きる日時を予測することができたと考えられ、しばしば歴史上最初の女性天文学者として引き合いに出される。天文学の知識に基づいて、月食の予報をしていたのだとすると、おそらくその計算はアグラオニケの独創ではないと考えられ、アグラオニケは、月食の予報を可能としていたバビロニアの天文学者の知識がギリシアに伝わったセレウコス朝期以降の人物であり、その評判を記述したプルタルコスよりは前の時代の人物であることになる。
ただし、月食の予報と、月を引き下ろす魔術をそのまま結び付けてよいかどうかには、疑問もある。通常の皆既月食では、満月の明るさを大幅に減じ変色するが、月は依然として肉眼で容易にみえるからで、月を引き下ろしたと信じさせるには程遠い状況と考えられる。ただ、まれに目にはみえなくなる程暗くなる皆既月食も起こることがあり、モナシュ大学の西洋古典学者ビックネルはこの点に着目し、アグラオニケが予報した月食も同様のものだったと考え、プルタルコスやキケロの文献から月が消える程の月食の見当を付けることで、アグラオニケの年代を紀元前2世紀から紀元前1世紀のどこかがもっともらしいとしている。

## テッサリアの魔女
アグラオニケは、月を引き下ろしたと主張したことから、テッサリアの魔女として知られる女性の一人であったとみられる。アグラオニケに触れてはいないが、テッサリアの魔女に月を引き下ろす力があるという噂は、いくつもの文献に記述されている。
アリストパネスの喜劇『雲』には、
テッサリアの魔女をやとってさ、夜のうちに、お月さんをはずして、取ってしまうことにしたら、どうだろうね。—アリストパネス、『雲』750-755（田中美知太郎訳）
という記述があり、アリストパネスの時代には既に噂が広まっていたものと考えられる。
以後、プラトンの『ゴルギアス』、ホラティウスの『エポディ』、ウェルギリウスの『牧歌』なども、（テッサリアの）魔女が月を天上から引き下ろす、と言及している。

## 波及

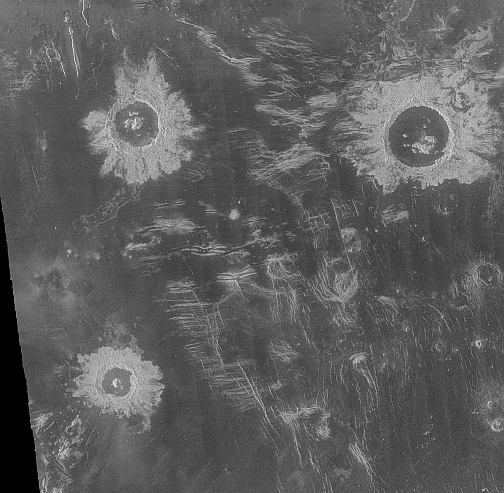
金星探査機マゼランによる金星の「クレーター・ファーム」のレーダー画像。右上のクレーターがアグラオニケ・クレーター。出典: NASA / JPL

自らの能力を誇るアグラオニケにちなんで、ギリシア語には「月がアグラオニケに従うように」という俚諺が伝わっている。
NASAの金星探査機マゼランによって、金星に多数の衝突クレーターが確認され、国際天文学連合 (IAU) にそれらの命名が求められた。その中で、1991年のブエノスアイレス総会にIAUから提案された名前の一つが「アグラオニケ」であり、そのまま公式な名称として採用された。
ジャン・コクトーが、ギリシア神話のオルペウスに取材して著した戯曲『オルフェ』、及び後に自身が監督した映画『オルフェ』には、名前をアグラオニケにちなんだ女性アグラオニスが登場する。アグラオニスは、戯曲『オルフェ』では月を崇拝する信仰の指導者で、主人公オルフェの妻ユリディスを冥界送りにする役回りであったが、一転して映画『オルフェ』では、ユリディスの友人として登場した。

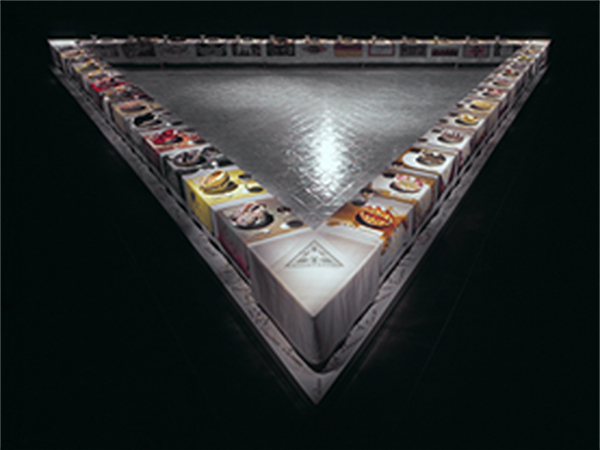
ジュディ・シカゴ『ディナー・パーティー』

アメリカの美術家ジュディ・シカゴのインスタレーション作品『ディナー・パーティー』では、中央部分のタイルが敷き詰められた三角形の床に、999人の勇敢な女性の名前が描かれており、その一人としてアグラオニケの名前も含まれている。